# Google Pixel C
Pixel C是Google研發的Android平板电脑，於2015年9月29日发布。同期主要競爭對手有iPad Pro、Surface Pro 4。
Google將Pixel C和Chromebook Pixel歸類為Pixel系列，兩者同為Google自主生產。

## 特色

### 設計
Pixel C和Chromebook Pixel的外型設計相似，同樣採用金屬機身，背面有一條燈光條，平常使用會顯示代表Chrome的藍紅黃綠四色燈，亦可以顯示電量。

### 性能
Pixel C採用NVIDIA Tegra X1處理器，CPU採用ARM的4個A57+4個A53組成八核心處理器，並配有256核心GPU，另外再加上3GB LPDDR4 RAM。

### 鍵盤
官方推出Pixel C專用鍵盤，加強輸入能力。鍵盤用磁吸方式連接Pixel C，帶來平板模式、打字模式和關閉模式。鍵盤會透過Pixel C充電，不需另外為鍵盤充電。

## 外部連結
- Pixel C （页面存档备份，存于）